# 1992 في روسيا
فيما يلي قوائم الأحداث التي وقعت خلال عام 1992 في روسيا.

## سياسة

### تعيين في المنصب
- 16 مارس – بوريس يلتسن وزير الدفاع (الاتحاد الروسي).
- 30 مايو – فيكتور تشيرنوميردين نائب رئيس حكومة الاتحاد الروسي [الإنجليزية]‏،رئيس وزراء روسيا.

### انتهاء فترة المنصب
- 18 مايو – بوريس يلتسن وزير الدفاع (الاتحاد الروسي)،رئيس وزراء روسيا.
- 14 ديسمبر – فيكتور تشيرنوميردين نائب رئيس حكومة الاتحاد الروسي [الإنجليزية]‏.

## مواليد

### فبراير
- 14 فبراير – غولناز غوبايدولينا لاعبة خماسي حديث روسية.

### مارس
- 8 مارس – فيتالي زدوروفيتسكي
- 26 مارس – ألكساندر دريفين لاعب كرة يد روسي.

### أبريل
- 1 أبريل – ألكس غيلبرت
- 3 أبريل – يوليا يفيموفا سباحة روسية.
- 9 أبريل – إيلينا لاشمانوفا منافِسة أوليمبية روسية.
- 13 أبريل – دينيس كودريافتسيف
- 28 أبريل – ميخائيل بيريوكوف لاعب كرة مضرب روسي.

### يوليو
- 1 يوليو – دميتري كولاجين لاعب كرة سلة روسي.
- 29 يوليو – دانيل تسيبلاكوف

### سبتمبر
- 30 سبتمبر – فيكتور بالودا لاعب كرة مضرب روسي.

### نوفمبر
- 3 نوفمبر – فاليريا سولوفيفا لاعبة كرة مضرب روسية.

## وفيات

### فبراير
- 13 فبراير – نيكولاي بوغوليوبوف (مواليد 1909)
- 27 فبراير – ألخيرداس جوليان غريماس (مواليد 1917)

### أبريل
- 6 أبريل – إسحق عظيموف (مواليد 1920)

### يونيو
- 15 يونيو – ليف غوميليوف (مواليد 1912)

### أكتوبر
- 30 أكتوبر – فالنتين ايفانوف (مواليد 1908) رياضياتي روسي.